# Гупстон (Іллінойс)
Гупстон (англ. Hoopeston) — місто (англ. city) в США, в окрузі Вермільйон штату Іллінойс. Населення — 4915 осіб (2020).

## Географія
Гупстон розташований за координатами 40°27′39″ пн. ш. 87°39′49″ зх. д. / 40.46083° пн. ш. 87.66361° зх. д. (40.460825, -87.663567).  За даними Бюро перепису населення США в 2010 році місто мало площу 9,55 км², уся площа — суходіл.

## Демографія
Згідно з переписом 2010 року, у місті мешкала 5351 особа в 2238 домогосподарствах у складі 1385 родин. Густота населення становила 561 особа/км².  Було 2529 помешкань (265/км²).
Расовий склад населення:
| - 92,9 % — білих - 1,0 % — чорних або афроамериканців - 0,5 % — корінних американців - 0,3 % — азіатів - 4,1 % — осіб інших рас |

До двох чи більше рас належало 1,3 %. Частка іспаномовних становила 10,1 % від усіх жителів.
За віковим діапазоном населення розподілялося таким чином: 24,9 % — особи молодші 18 років, 56,2 % — особи у віці 18—64 років, 18,9 % — особи у віці 65 років та старші. Медіана віку мешканця становила 40,8 року. На 100 осіб жіночої статі у місті припадало 86,2 чоловіків;  на 100 жінок у віці від 18 років та старших — 82,8 чоловіків також старших 18 років.
Середній дохід на одне домашнє господарство  становив 52 191 долар США (медіана — 41 362), а середній дохід на одну сім'ю — 65 424 долари (медіана — 56 479). Медіана доходів становила 50 598 доларів для чоловіків та 39 054 долари для жінок. За межею бідності перебувало 15,5 % осіб, у тому числі 14,0 % дітей у віці до 18 років та 3,4 % осіб у віці 65 років та старших.
Цивільне працевлаштоване населення становило 2266 осіб. Основні галузі зайнятості: освіта, охорона здоров'я та соціальна допомога — 31,6 %, виробництво — 26,6 %, роздрібна торгівля — 12,8 %, мистецтво, розваги та відпочинок — 5,6 %.